# 三協フロンテア
三協フロンテア株式会社（さんきょうフロンテア、英: SANKYO FRONTIER CO.,LTD.）は、千葉県柏市にある、ユニットハウスやトランクルームといった建設用設備器材の製造販売を行う企業。なお、FRONTIERは「フロンティア」と読めるが「三協フロンティア」は誤り。また「モバイルスペース」「MOBILE SPACE」は三協フロンテアの登録商標。

## 概要
1969年（昭和44年）に設立。社名の「フロンテア」は、ジョン・F・ケネディが提唱した「Frontier Spirits」に由来する。現在は組み立て式の建築物関連を多く扱い、仮設住宅や仮設事務所等で使用されるユニットハウス、レンタル収納スペースであるトランクルーム等を手掛ける。
また、仮設住宅を手掛けていることもあり、大規模災害時の支援を行っている。

## 沿革
- 1969年（昭和44年）12月5日 - 設立。
- 1971年 - 米国Space-O-Matic社との技術提携。
- 1973年 - 建設現場の仮設事務所を製造販売を開始。
- 1992年 - 茨城県岩井市（現:坂東市）の茨城工場敷地内にユニットハウス展示場を開設。
- 1993年 - 日本証券業協会に株式を店頭登録。
- 1994年 - 千葉県柏市で第1回フロンテアニューイヤーコンサートを開催。
- 1995年 - 関連会社 広州番禺三協豪施有限公司を設立。
- 1997年 - ロシア メハノーブルテクニカ社との技術提携。リサイクル事業に進出。
- 1999年 - 介護機器事業に注力。
- 2002年 - モバイルスペース「COSUMO CT-54H」がグッドデザイン賞を受賞
- 2010年 - 植物工場事業に参入。
- 2013年 - つくば工場を操業
- 2016年 - 新製品MS1がグッドデザイン賞を受賞
- 2018年 - 高知店をオープンし、47都道府県すべてに出店が完了。
- 2020年 - 創業50周年を迎える
- 2021年 - MS NOMADがグッドデザイン賞を受賞

## 復興支援
- 1995年 - 阪神・淡路大震災の復興支援として応急仮設住宅を建設。
- 2004年 - 新潟県中越地震の復興支援に応急仮設住宅を建設。
- 2005年 - 福岡県西方沖地震の復興支援に応急仮設住宅を建設。
- 2007年 - 能登半島地震・新潟県中越沖地震の復興支援に応急仮設住宅を建設。
- 2011年 - 東日本大震災の復興支援に応急仮設住宅を建設。
- 2016年 - 熊本地震の復興支援に応急仮設住宅を建設。

## 提供番組
テレビ
- 情報7daysニュースキャスター（TBS系列）-　2023年10月から2024年3月まで。
- セブンルール（関西テレビ・フジテレビ系列）-　2022年4月から9月まで。[7]
- 千葉の贈り物〜まごころ配達人〜（フジテレビ系列） - 2022年4月から。[8]
- サタデーステーション （テレビ朝日系列） - 2021年7月から2022年9月まで。
- 真相報道 バンキシャ! （日本テレビ系列） - 2020年4月から。
- マスターズ・トーナメント（TBS系列）
- 日経スペシャル カンブリア宮殿（テレビ東京系列）

ラジオ
- ONE MORNING（TOKYO FM） - 毎週火曜日のコーナー『三協フロンテア presents The Starters』でスポンサーを行っている。コーナー内で流れるコマーシャルは社名を強調する内容になっている。